# 江南街道 (陇南市)
江南街道，是中华人民共和国甘肃省陇南市武都区下辖的一个街道办事处。
2014年，陇南市人民政府批复同意调整城郊乡管辖区域，设立江南街道办事处。

## 行政区划
江南街道下辖以下地区：
渭子沟村、桑家湾村、柏水沟村、大堡村、崔家梁村、桥头村、砚台山村、赵坝村、苏坝村、李咀村、张咀村、何家山村和深沟村。